# Andy Stanfield
Andrew ("Andy") William Stanfield, född 29 december 1927 i Washington, D.C., död 15 juni 1985 i Livingston i New Jersey, var en amerikansk friidrottare.
Stanfield blev olympisk mästare på 200 meter och stafett 4 x 100 meter vid olympiska sommarspelen 1952 i Helsingfors.